# Episodi di Lassie (serie televisiva 1954) (quarta stagione)
Gli episodi della quarta stagione di Lassie sono stati trasmessi per la prima volta negli USA tra l'8 settembre 1957 e l'8 giugno 1958. La stagione fa parte di "The Martin years" in quanto Lassie (dal tredicesimo episodio) è di proprietà della famiglia Martin; è stata girata in bianco e nero.
| n° | Titolo originale  | Titolo italiano | Prima TV USA      | Prima TV Italia |
| -- | ----------------- | --------------- | ----------------- | --------------- |
| 1  | The Runaway       |                 | 8 settembre 1957  |                 |
| 2  | The Suit          |                 | 15 settembre 1957 |                 |
| 3  | Graduation        |                 | 22 settembre 1957 |                 |
| 4  | The Burro         |                 | 29 settembre 1957 |                 |
| 5  | The Berry Pickers |                 | 6 ottobre 1957    |                 |
| 6  | The Raccoon       |                 | 13 ottobre 1957   |                 |
| 7  | The Ballerina     |                 | 20 ottobre 1957   |                 |
| 8  | The Elephant      |                 | 27 ottobre 1957   |                 |
| 9  | The Spartan       |                 | 3 novembre 1957   |                 |
| 10 | Happy             |                 | 10 novembre 1957  |                 |
| 11 | The Wolf Cub      |                 | 17 novembre 1957  |                 |
| 12 | The Tooth         |                 | 24 novembre 1957  |                 |
| 13 | Transition        |                 | 1º dicembre 1957  |                 |
| 14 | Timmy's Family    |                 | 8 dicembre 1957   |                 |
| 15 | The Bike          |                 | 15 dicembre 1957  |                 |
| 16 | The Goose         |                 | 22 dicembre 1957  |                 |
| 17 | The Baby-Sitter   |                 | 29 dicembre 1957  |                 |
| 18 | The Crisis        |                 | 5 gennaio 1958    |                 |
| 19 | The Business      |                 | 12 gennaio 1958   |                 |
| 20 | The Ring          |                 | 19 gennaio 1958   |                 |
| 21 | The Greyhound     |                 | 26 gennaio 1958   |                 |
| 22 | Inoculation       |                 | 2 febbraio 1958   |                 |
| 23 | The Pony          |                 | 9 febbraio 1958   |                 |
| 24 | The Square Dance  |                 | 16 febbraio 1958  |                 |
| 25 | Sinbad            |                 | 23 febbraio 1958  |                 |
| 26 | The Garden        |                 | 3 marzo 1958      |                 |
| 27 | Concussion        |                 | 9 marzo 1958      |                 |
| 28 | The Hungry Deer   |                 | 16 marzo 1958     |                 |
| 29 | The Hospital      |                 | 23 marzo 1958     |                 |
| 30 | The Penguin       |                 | 30 marzo 1958     |                 |
| 31 | The Bird House    |                 | 6 aprile 1958     |                 |
| 32 | Seeing Eye Dog    |                 | 13 aprile 1958    |                 |
| 33 | Junior Firemen    |                 | 20 aprile 1958    |                 |
| 34 | The Blanket       |                 | 27 aprile 1958    |                 |
| 35 | The Rabbits       |                 | 4 maggio 1958     |                 |
| 36 | The Cub Scout     |                 | 11 maggio 1958    |                 |
| 37 | The Crow          |                 | 18 maggio 1958    |                 |
| 38 | The Mother        |                 | 25 maggio 1958    |                 |
| 39 | The House Guest   |                 | 1º giugno 1958    |                 |
| 40 | The Sermon        |                 | 8 giugno 1958     |                 |